# 소지키촌
소지키촌(祖式村)은 시마네현 오치군에 있던 촌이다. 현재의 오타시 ,가와모토정의 일부에 해당한다.